# Jelisaweta Fabianowna Gnessina
Yelizaveta Fabianovna Gnessina (Rostov-on-Don, 1879 - Moscou, 29 d'abril, 1953), quarta de les cinc germanes russes, professora universitària i germana de violinista Mikhail Fabianovich Gnesin.

## Biografia
El pare de Jelizaveta era el rabí designat per l'estat Fabian Ossipowitsch Gnessin. La seva mare, Bella Issajewna Fletsinger-Gnessina, havia estudiat amb Stanisław Moniuszko i era cantant i pianista. Jelizaveta va estudiar al Conservatori de Moscou a la classe de violí de Jan Hřímalý, i es va graduar el 1901.
Aleshores Jelizaveta es va incorporar a l'escola de música privada de les germanes J. i M. Gnessina com a professora de violí, que les seves germanes grans Yevgenia, Yelena i Marija havien fundat a Moscou el febrer de 1895 amb el suport del mecenes Alexander Pavlovich Kaverin. (Després de la Revolució d'Octubre, gràcies al suport d'Anatoli Lunatxarski, l'escola es va convertir en la Segona Escola Estatal de Música de Moscou (1919), el 1925 va rebre el nom de Germanes Gnessina, i el 1944 es va convertir en l'Institut Gnessin.) El seu germà Mikhail, les seves germanes Yevgenija, Jelena, Marija i Olga i Alexander Gretschaninow van ser altres professors allà. Jelizaveta també va ensenyar solfeig, conjunt i va dirigir l'orquestra.
Jelizaveta estava casada amb el violinista Yevgeny Franzewitsch Witachek. El seu fill Jewgeni Franzewitsch Witatschek (1910–1983) es va convertir en compositor i professor de música. Yelizaveta va ser enterrada al cementiri de Novodevitx de Moscou.

## Honors
- Artistes honorats de la RSFSR (1945)
- Condecoració d'Honor de la Unió Soviètica (1945)
- Medalla "Al treball heroic a la Gran Guerra Patriòtica 1941-1945"